# ياسر قطامش
ياسر قطامش (1960 -) هو شاعر وكاتب ومهندس مصري، تخصص في كتابة نمط من الشعر الساخر أطلق عليه الشعر الحلمنتيشي وهو الشعر الذي يمزج بين العربية الفصحى وألفاظ العاميّة المصريّة. كتب ياسر قطامش العديد من الكتب والدواوين الشعرية بالإضافة إلى الكثير من القصائد والكتابات الساخرة التي نشرت في عدد من الصحف المصرية والعربية، كما قدم برامجًا إذاعيّة وتليفزيونية مثل برنامج (الزمن الجميل) الذي يقدّمه على قناة البوادي، وهو عمّ الشاعر المصريّ الشاب عمرو قطامش الفائز في أحد مواسم برنامج المواهب أرابز جوت تالنت.

## حياته
وُلد ياسر صلاح عباس الدسوقي قطامش عام 1960 في محافظة القاهرة وحصل على بكالوريوس الهندسة المدنية من كلية الهندسة بجامعة القاهرة وعمل بوزارة الإسكان حيث يشغل حاليًا منصب مدير إدارة التفتيش الفني بالهيئة العامة لتعاونيات البناء والإسكان بمدينة نصر بمحافظة القاهرة. أحب الشعر منذ طفولته وكتب في بداياته الشعر الرومانسي بالعربية الفصحى قبل أن يتحول إلى زجال وشاعر حلمنتيشي وكاتب ساخر متأثرًا بالشاعر الراحل بيرم التونسي والشاعر الراحل طاهر أبو فاشا والصحفي المصري عبد الله أحمد عبد الله. نُشرت قصائدة على صفحات العديد من الصحف والمجلات المصرية من بينها جريدة أخبار اليوم، وجريدة اليوم السابع، وناقشت أشعاره الساخرة العديد من القضايا الاجتماعية التي تمس حياة الناس اليومية وما يطرأ عليها من متغيرات باستمرار فكتب عن «النيولوك»، و«الزواج العرفى»، و«التوك توك»، و«الفيديو كليب»، و«الموبايل»، وغيرها. حظي ياسر قطامش بتكريم العديد من الجهات المحليّة والعالميّة فتم تكريمه على سبيل المثال لا الحصر في مؤتمر شعر العامية المصرية الذي أقامه اتحاد كتاب مصر، كما كرمته جامعة تبليسي في دولة جورجيا.

## مؤلفاته
بلغت مؤلفات الشاعر ياسر قطامش 30 كتابًا منها 10 دواوين شعريّة كان أولها هو ديوان «قدمت للحب استقالة» الذي صدر في عام 1990، وآخرها ديوان «منمنمات قطاميشي بالفصحى والحلمنتيشي» الذي صدر في عام 2018، بالإضافة إلى كتب «حكاوي الولد الغلباوي»، و«القلب في ورطة بين ليلى وبطة»، و«ثائر ساخر»، و«أنا جوزي مفيش منه»، و«مشاغبات شعرية على الطريقة القطامشية»، و«فذلكة شعرية» الذي صدر عن الدار المصرية اللبنانية، و«مصر - صور لها تاريخ» الذي صدر في عام 2010 عن الدار العربية للكتاب، و«وحوي يا وحوي .. رمضان صور وحكايات» الذي صدر في عام 2011 عن الدار المصرية اللبنانية، و«خمسة هلفطة عن الأحوال الملخبطة».